# Spec Ops Division
Spec Ops Division e отдел в оперативния сектор на ЦРУ. Целта на служителите в този отдел е да извършват операции с висок риск. Имената и самоличностите на хората, работещи там, е секретна част от базата данни на САЩ. ЦРУ вербува граждани на различни държави, хора с езикови и религиозни особености, различни от американската. В отдела могат да работят както мъже, така и жени. Най-често те са цивилни граждани, които имат за цел да събират информация и да я предават на съответните координатори. След като са членове на Spec Ops отдела, те имат специален статут на граждани, упоменати в Американската конституция. Оперативната част на отдела е добре подготвена физически, притежава най-модерното оборудване за разузнавателни цели, нови концепции за конвенционално оръжие.